# Team NoA
Team NoA是知名的職業性絕對武力電玩遊戲的隊伍。創辦人為Jonas "bsl" Alsaker，於2003年創辦，他們也是第一個電子競技的隊伍將別的隊伍的隊員挖角付錢到自己隊上的隊伍。當年是將Ola "element" Moum從SK Gaming挖角過來。
Team NoA駐紮在挪威，再絕對武力的電子競技上的歐洲排名常常佔有一席之位，也是電玩大賽中WCG、CPL上的常客。

## 隊員
- - ""內為遊戲中暱稱。

### 絕對武力
- Jano Ramos－"J a n i u X"
- Danny Michael Sørensen－"zonic"
- Muhamed Eid－"mJe"
- Alexander Holdt－"ave"
- Martin Cording－"guddo"（教練）

### 絕對武力：次世代
- Jonas Nordqvist－"nordQvist"
- David Olander－"olander"
- Ted Svensson－"haunted"
- Joacim Kroon－"majk"
- Robin Johansson－"Fifflaren"

### 魔獸爭霸3
- Enes 'JeBiGa' Karasuljic
- Sascha 'Scarto' Vollmehr

- Min Hyuk 'MinHyuk' Jo
- Park se 'Showbu-' Ryong
- Park chul 'Shy' Woo
- Park Sueng 'Space-' Hyun
- Dong 'Ohjie.' Ryong Lim
- Daeduck 'Kei' Yoon

### 著名隊員
- Jonas "bsl" Alexander vikan（退休）
- Lars "Naikon" Olaisen（目前在MYM）
- Jorgen "XeqtR" Johannessen（2006年7月19日退休）
- Griffin "shaGuar" Benger（轉隊到Team 3D，目前在Team EG）
- Michael "method" So（轉隊到Team 3D）
- Ola "elemeNt" Moum（轉隊到MIBR，目前退休）
- Hallvard "Knoxville" Dehli（退休）
- Preben "prb" Gammelsæter（轉隊到MYM）
- Paddy

## 世界冠軍
- 2004年－CPL [1]
- 2005年－WEG

## 得獎事蹟
- 2007年法國ESWC－第二名
- NGL ONE第二季決賽－第三名
- 2007年SHG公開賽－第三名
- 2006年WCG蒙扎站－第四名
- 2006年Clanbase歐洲盃－第一名
- 2006年SHG公開賽－第一名
- 2005年WEG第三季－第五名
- 2005年WEG Qualifier Stockholm－第二名
- 2005年CPL UK Sheffield－第四名
- 2005年WEG第一季－第一名
- 2004年CPL冬季賽－第一名
- 2004年美國ESWC－第一名
- 2003年CPL達拉斯冬季賽－第二名

## 世界排名
- 世界排名：第四名（09-2007）[2]
- 現役排名：第4名[3]

## 連結
- Team NoA官方網站
- GotFrag網站資訊